# 五島旅客船
五島旅客船株式会社（ごとうりょかくせん）は、長崎県長崎市に本社を置く海運会社。五島列島の若松島（新上五島町）、中通島（新上五島町）、奈留島（五島市）と福江島（五島市）を連絡するフェリー及び旅客船を運航している。

## 航路
2022年に西肥自動車の若松島発着路線が全線休止となり、若松島では唯一の公共交通機関となっている。かつては桐古里(中通島)寄港便も存在した。
フェリー
- 福江 - 奈留（奈留島） - 若松（若松島）

福江 - 奈留 - 若松 一日2往復
福江 - 奈留 一日1往復
旅客船
- 福江 - 奈留 - 土井浦（若松島） - 郷ノ首（中通島） - 若松

福江 - 奈留 - 土井浦 - 郷ノ首 - 若松 一日1往復
福江 - 奈留 - 土井浦 一日1往復 奈留寄港は西航便のみ
福江 - 奈留 一日1往復

## 船舶

### 就航中の船舶
- OCEAN[2][3]（フェリー）

2021年3月22日就航、井筒造船所建造
431総トン、全長49.85m、幅9.80m、深さ3.70m、航海速力16.0ノット、ディーゼル2基、機関出力4,000ps、旅客定員168名、乗用車12台
- TAIYO[5]（旅客船）

2025年6月2日就航
127総トン、全長32m、型幅7m
旅客定員141名

### 過去の船舶

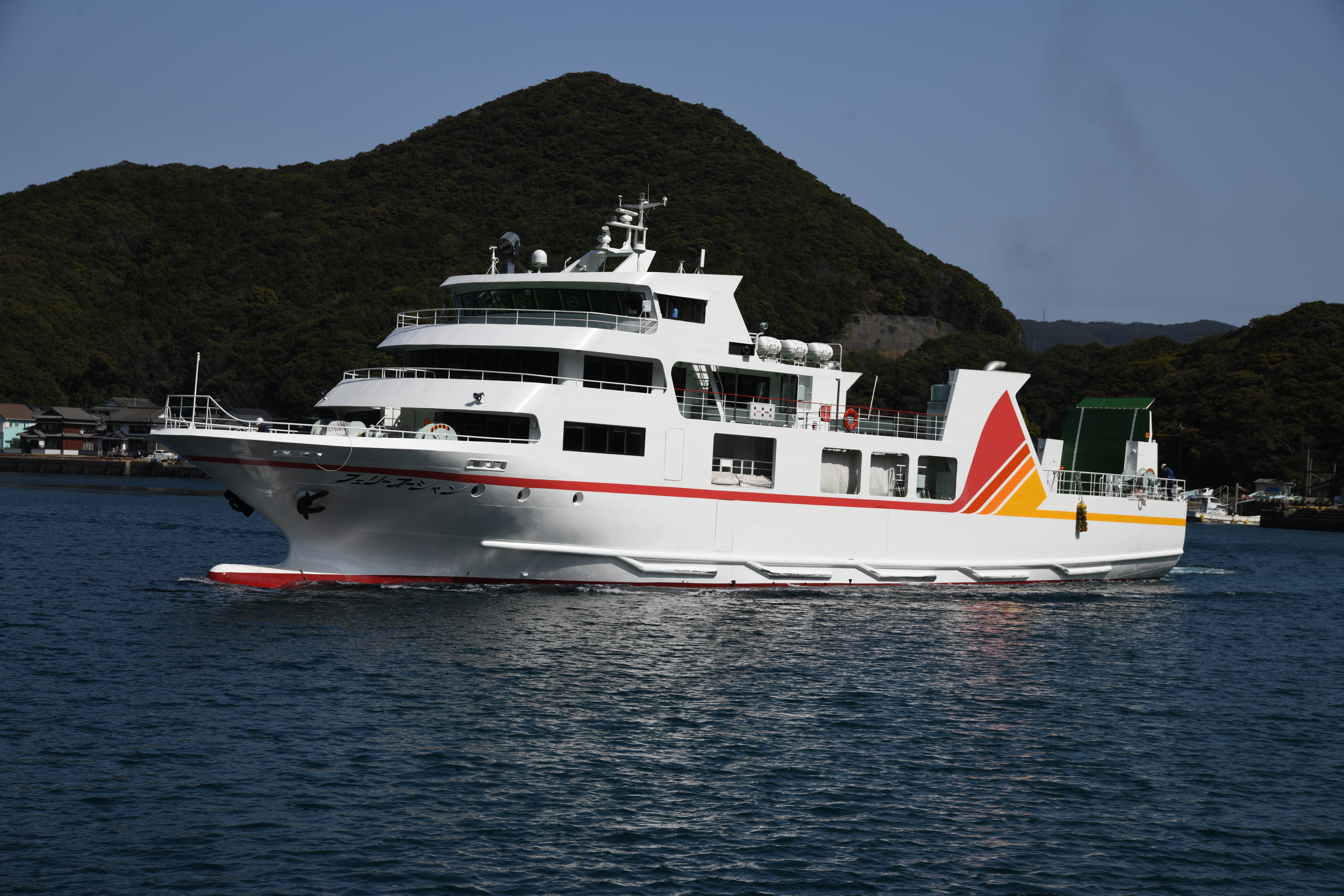
フェリーオーシャン

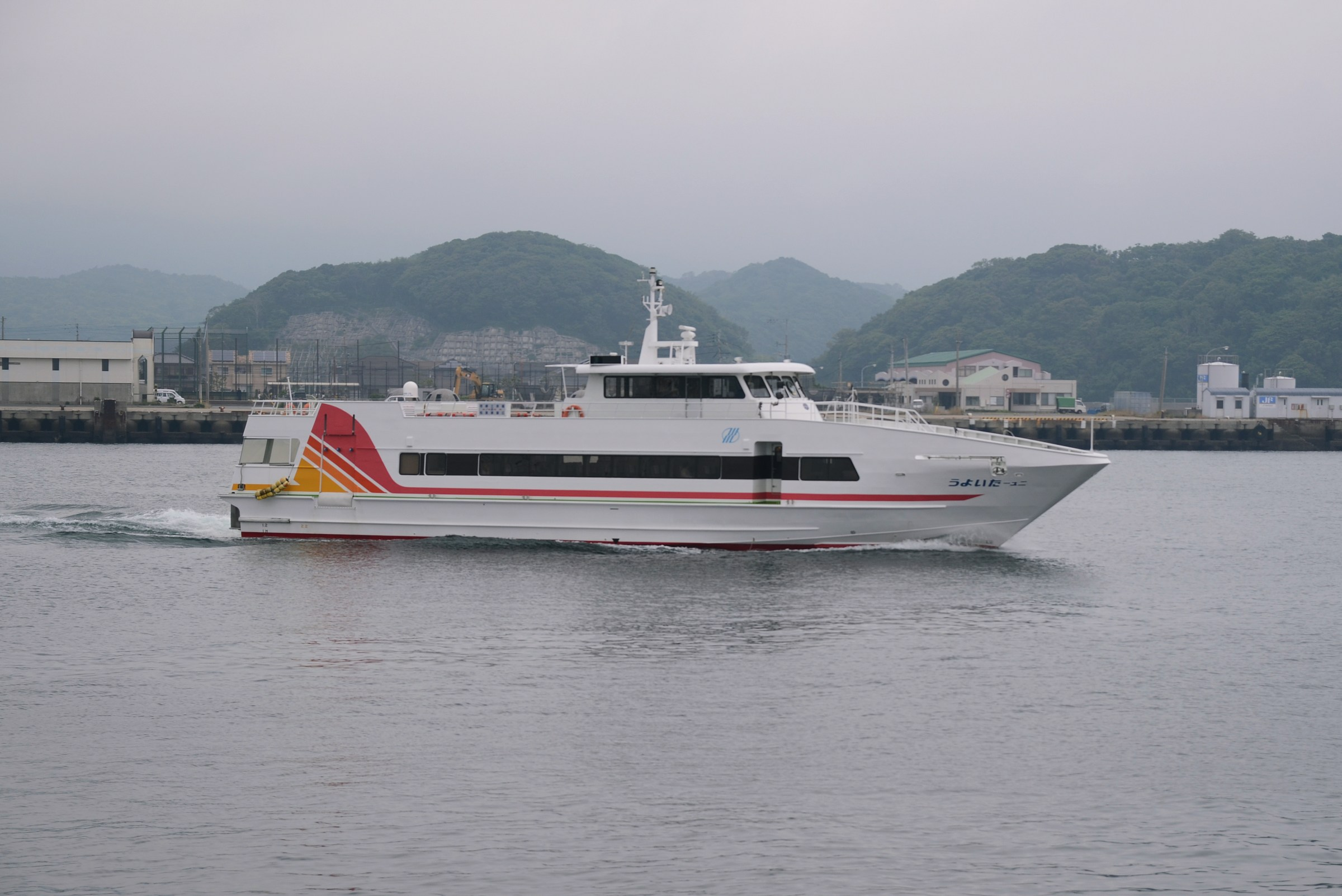
ニューたいよう

- フェリー若松[6]（フェリー）

1979年4月竣工、1982年8月12日就航、向井造船所建造、船舶整備公団共有、もと西海商船
269.82総トン、全長39.25m、型幅8.60m、型深さ3.00m、ディーゼル1基、機関出力950ps、航海速力11.91ノット
旅客定員200名、乗用車5台、小型トラック2台
- フェリーオーシャン[7]（フェリー）

1995年3月竣工、井筒造船所建造、船舶整備公団共有
396総トン、全長49.90m、型幅9.80m、型深さ3.70m、ディーゼル1基、機関出力3,600ps、航海速力15.50ノット
旅客定員168名、トラック5台
- はつひめ[8]（旅客船）

1968年4月竣工、向井造船所建造、もと西海商船
116.25総トン、全長31.00m、型幅5.60m、型深さ2.49m、ディーゼル1基、機関出力500ps、航海速力11.9ノット、旅客定員109名
- ニューごとう[9]（旅客船）

1984年6月竣工、同年7月1日就航、南海造船天草建造、FRP製
73総トン、登録長26.35m、型幅5.60m、型深さ1.88m、ディーゼル2基、機関出力1,414ps、航海速力23.0ノット
- ニューたいよう[10][11]（旅客船）

2000年7月15日就航、沖新船舶工業建造、軽合金製
102総トン、全長30.50m、登録長26.90m、型幅6.20m、型深さ2.60m、ディーゼル2基、機関出力1,912kw、航海速力26ノット
旅客定員130名